# محمدعلی نجفی (کارگردان)
محمدعلی نجفی (زاده ۱۳۲۴ در اصفهان) معمار، فیلم‌نامه‌نویس و کارگردان ایرانی است.

## زندگی
محمدعلی نجفی در ۱۳۲۴ در اصفهان به دنیا آمد. وی در دارالفنون تهران دیپلم خود را اخذ و دانش‌آموختهٔ کارشناسی ارشد شهرسازی و معماری از دانشگاه ملی است. فعالیت هنری خود را با کارگردانی نمایش سربداران در حسینیه ارشاد شروع کرد. علی شریعتی یکی از مشوقان نجفی برای وارد شدن به عرصهٔ هنرهای نمایشی بوده‌است. در ۱۳۵۶ مؤسسه آیت فیلم را با همکاری «انجمن اسلامی مهندسین» تأسیس کرد. نخستین فعالیت هنری سینمایی‌اش کارگردانی فیلم جنگ اطهر بود. وی این فیلم را در ۱۳۵۸ ساخت.
در تاریخ ۱۲ بهمن ۱۳۹۶ در آیین نکوداشت افتتاحیه جشنواره فجر از وی تقدیر شد.
محمد علی نجفی در نخستین نشست پانزدهمین هیئت مدیره خانه سینما روز شنبه پانزدهم شهریور ماه ۱۳۹۹ که طی انتخابات داخلی صورت پذیرفت رئیس هیئت مدیره خانه سینما شد.

## فرزندان
صالح نجفی پژوهشگر، نویسنده و مترجم حوزهٔ فلسفه، آیت نجفی کارگردان و نمایشنامه‌نویس و سارا نجفی آهنگساز، فرزندان محمدعلی نجفی هستند.

## فیلم‌شناسی

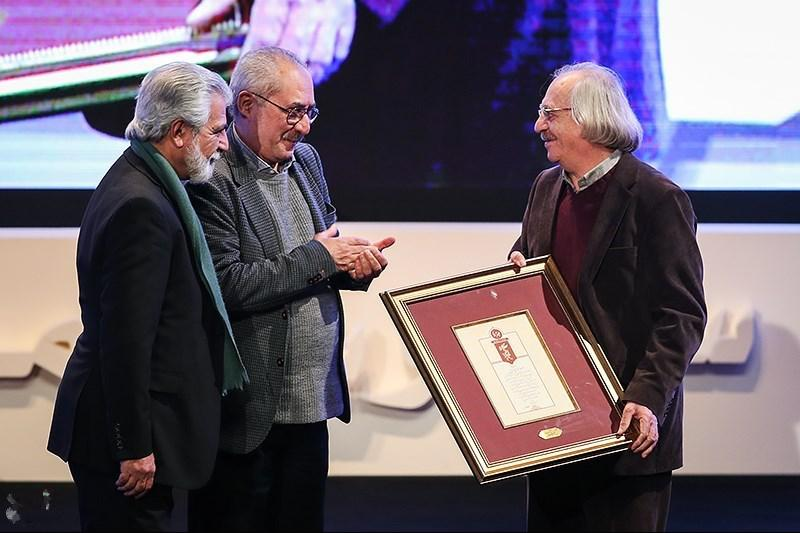
محمد علی نجفی در افتتاحیه سی‌وششمین جشنواره فیلم فجر

| سال ساخت  | عنوان               | نوع             | مدت       | سمت                                   |
| --------- | ------------------- | --------------- | --------- | ------------------------------------- |
| ۱۳۵۸      | جنگ اطهر            | سینمایی         | ۹۰ دقیقه  | کارگردان و طراح صحنه                  |
| ۱۳۵۸      | لیلةالقدر           | سینمایی         | ۹۰ دقیقه  | کارگردان و نویسنده                    |
| ۱۳۶۳      | سربداران            | سریال           |           | کارگردان                              |
| ۱۳۶۴      | لوحه صفورا          | فیلم کوتاه      |           | کارگردان و طراح صحنه                  |
| ۱۳۶۵      | گزارش یک قتل        | سینمایی         | ۸۷ دقیقه  | کارگردان و نویسنده                    |
| ۱۳۶۶      | پرستار شب           | سینمایی         | ۸۳ دقیقه  | کارگردان                              |
| ۱۳۷۳      | زمین آسمانی         | سینمایی         | ۹۵ دقیقه  | کارگردان، نویسنده، تهیه‌کننده و بازیگر |
| ۱۳۷۶      | قرمز                | سینمایی         |           | طراح صحنه                             |
| ۱۳۷۷      | شیدا                | سینمایی         |           | طراح صحنه                             |
| ۱۳۷۷      | عشق طاهر            | سینمایی         | ۹۱ دقیقه  | کارگردان، تهیه‌کننده                   |
| ۱۳۷۹      | زمان شوریدگی        | سریال           |           | کارگردان                              |
| ۱۳۸۲–۱۳۸۷ | در چشم باد          | سریال           |           | بازیگر                                |
| ۱۳۸۴      | آن سوی مه           | سینمایی         |           | بازیگر                                |
| ۱۳۸۴      | از دور دست          | سینمایی         |           | بازیگر                                |
| ۱۳۸۴      | زاگرس               | سینمایی         | ۱۰۰ دقیقه | کارگردان و تهیه‌کننده                  |
| ۱۳۸۵      | پیاده‌روهای کلان‌شهر  | مستند           |           | کارگردان                              |
| ۱۳۸۸      | دیگری               | سینمایی         |           | تهیه‌کننده و طراح صحنه                 |
| ۱۳۸۹      | تاریکخانه من        | فیلم کوتاه      |           | کارگردان                              |
| ۱۳۹۴      | معمای شاه           | سریال تلویزیونی |           | بازیگر                                |
| ۱۳۹۴      | پرسه در شهر لاجوردی | سینمایی         |           | کارگردان، نویسنده و تهیه‌کننده         |
| ۱۳۹۶      | گرگ‌بازی             | سینمایی         |           | تهیه‌کننده                             |
| ۱۳۹۶      | کارت پرواز          | سینمایی         |           | بازیگر                                |
| ۱۳۹۷      | ایراندخت            | سریال           |           | بازیگر                                |
| ۱۳۹۷      | نجوا                | سریال           |           | بازیگر                                |
| ۱۴۰۲      | معجزه پروین         | سینمایی         |           | بازیگر                                |